# Máchica

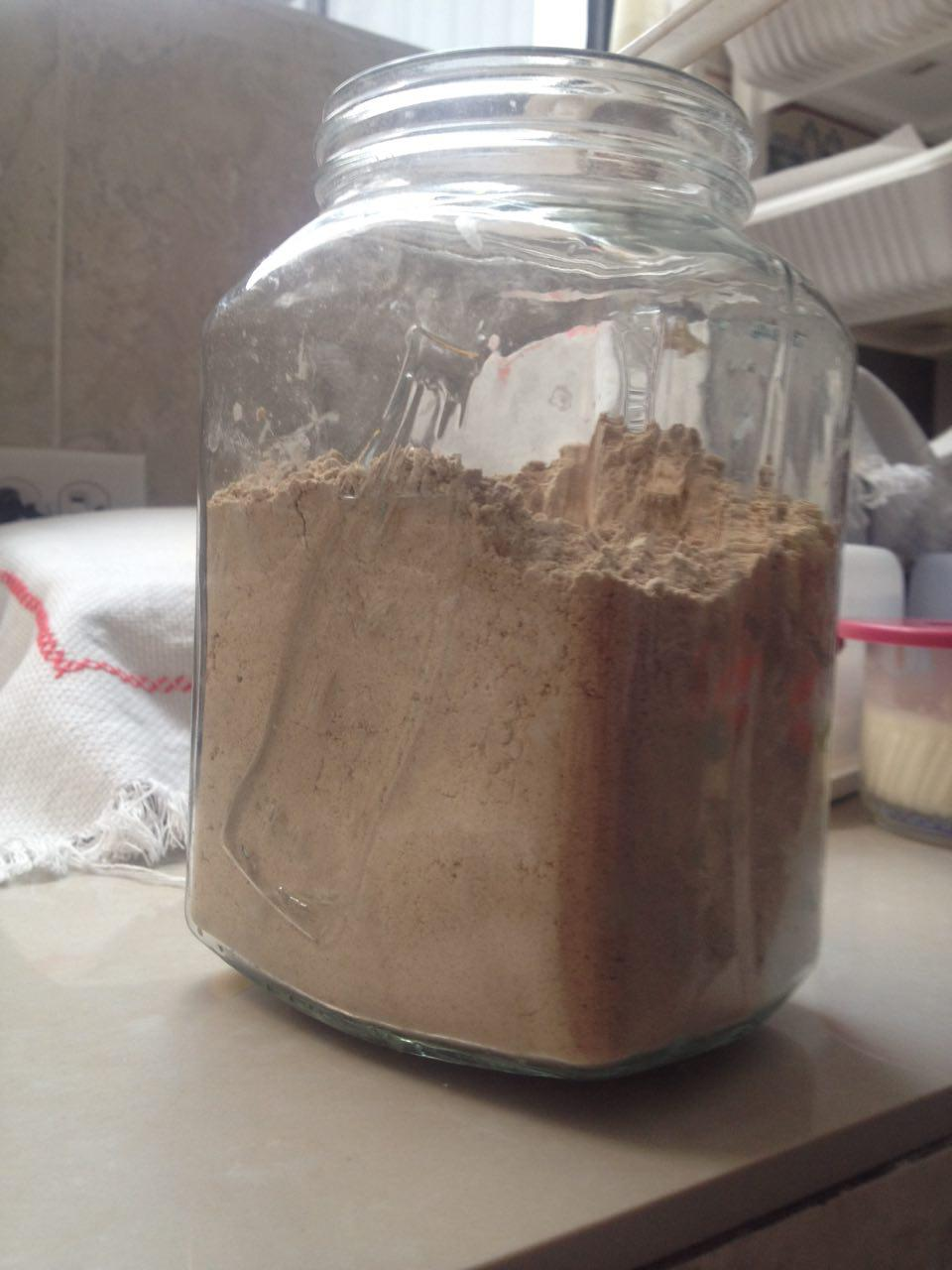
Frasco de máchica

La máchica (del quechua machka) es una harina que se elabora comúnmente sobre la base de cebada tostada y molida, pero se la hace también de maíz tostado y molido, o trigo tostado y molido. Es usado como ingrediente en bebidas y sopas principalmente en la región andina.

## Etimología
La  denominación "máchica" proviene de la palabra quechua machka.

## Variedades y usos

### En Perú
En Perú, comúnmente se encuentra la máchica elaborada a partir de cebada, aunque algunos la mezclan con harina de maíz  tostado, o con otros granos o cereales, por ejemplo haba tostada y molida, o trigo tostado y molido. Es famoso el ponche de siete semillas, preparado con máchica hecha de cebada, trigo, maíz, quihuicha, cañihua, arveja y linaza como un reconstituyente. Asimismo es popular en el desayuno infantil la leche con máchica que previene y cura la anemia. Es también usada en la sierra para elaborar chichas, panes y pasteles.

### En Bolivia
De igual manera, en Bolivia encontramos la máchica, pero como una  harina de granos tostados según la FAO.

### En Ecuador

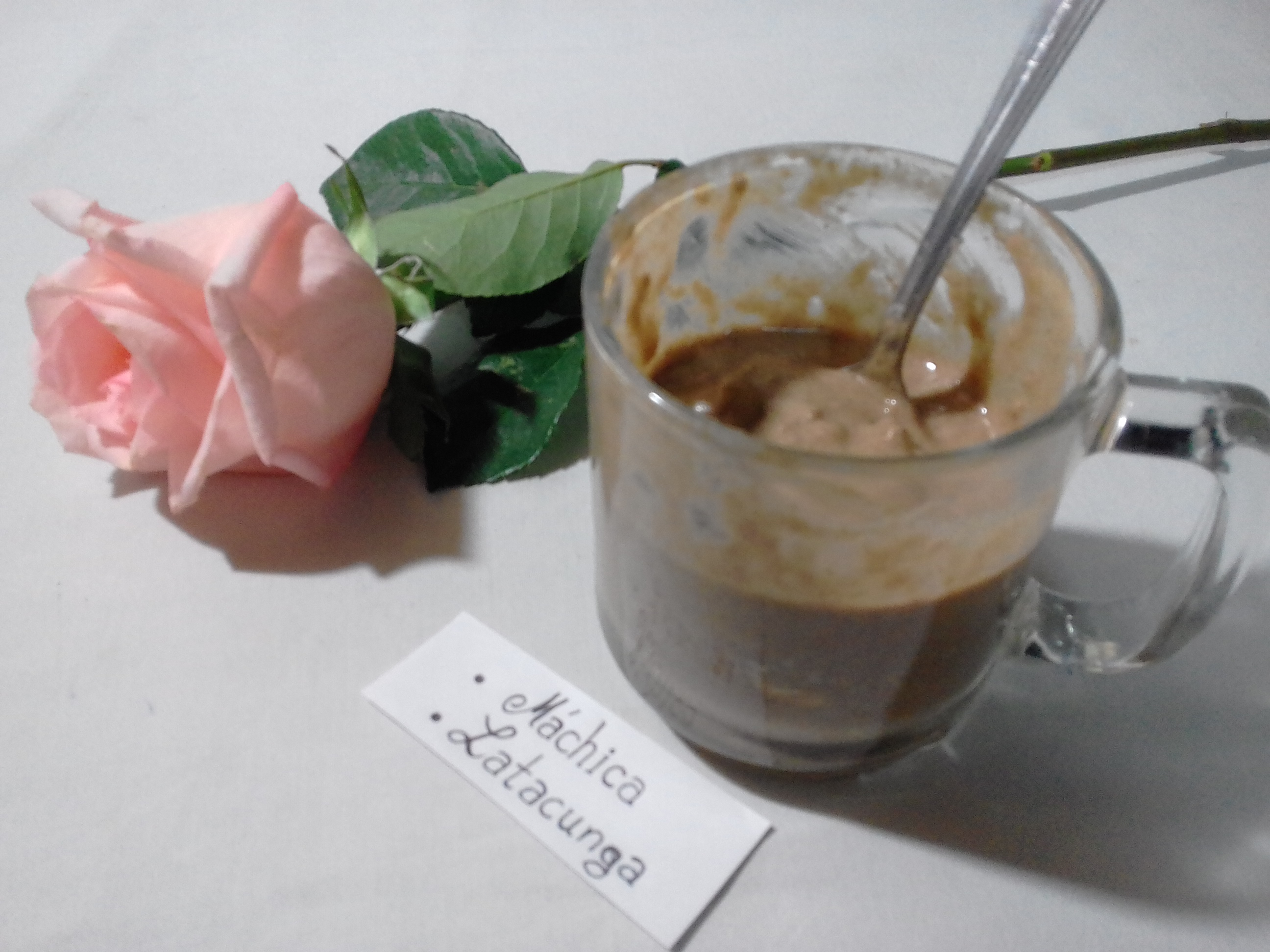
Alimento típico de Latacunga máchica con leche.

En Ecuador, la máchica es preparada principalmente con harina de cebada tostada y molida. El uso de la máchica se ha limitado a la preparación coladas dulces (40%) y saladas mezclándolo con sopas como el locro de zambo (25%), el pinol (20%), el chapo (15%), las  nogadas y el  pan de máchica (típico de Cañar). En la ciudad ecuatoriana de Latacunga la producción y consumo de máchica era tan alto que a sus habitantes se les denominó como "mashcas", y a la ciudad de Latacunga se la sigue conociendo como la ciudad de los mashcas.

### En México
En México la máchica o harina de cebada es utilizada para la elaboración del agua de cebada, una bebida típica de la región noroccidental del país, que se encuentra especialmente presente en la dieta del Estado de Sinaloa.